# Birdemic: Shock and Terror
Birdemic: Shock and Terror (dosł. Ptakdemia: Szok i Terror)  – amerykański horror z 2008 roku.

## Obsada
- Alan Bagh – Rod
- Whitney Moore – Michael Waits
- Janae Caster – Susan
- Rick Camp – Doktor Jones
- Adam Sessa – Ramsey
- Colton Osborne – Tony
- James Nguyen – Klient restauracji
- Damien Carter – Śpiewak w nocnym klubie

## Fabuła
Fabuła Birdemica oparta jest na filmie Ptaki Alfreda Hitchcocka. Nad zachodnie wybrzeże USA nadciągają olbrzymie stada agresywnych orłów. Szybko okazuje się, że szybujące ptaki są chore na ptasią grypę wywołaną globalnym ociepleniem, co daje im wiele niesamowitych umiejętności. Potrafią zabić człowieka jednym ciosem, poruszać się z ogromną prędkością, a także oblać ofiarę strumieniem kwasu. Grupa bohaterów, w tym sprzedawca Rod (Alan Bagh) i modelka Nathalie (Whitney Moore), odpierając ataki stara się przetrwać w świecie zdominowanym przez mordercze ptaki.